# Distrito de Huari
El distrito de Huari es uno de los dieciséis que integran la provincia peruana de Huari ubicada en el departamento de Áncash, contaba con 10.210 habitantes al año 2013.

## Toponimia
En referencia al dios de la agricultura Wari, acaso representado en los monolitos de Chavín de Huántar. Wari significa, según Alfredo Torero, en pano: Sol. De ahí, por transformación literal cambió a Wira, antecedente de wiraqutsa ( Sol del lago). El verbo wariy equivale en quechua de la región, subir la temperatura ambiental por efecto del Sol.

## Historia
El distrito de Huari fue creado mediante el Reglamento Provisional del 12 de febrero de 1821, dado por el Libertador José de San Martín, en la época de la emancipación. En el año 2012 se crea por primera vez en la ciudad de Huari, una universidad nacional "José Faustino Sánchez Carrión" y la Sala Superior de Justicia, gestionado por Teodoro Moisés Acuña Benites y sus regidores de gestión edil 2011-2014 con los dos aspectos, Huari se encuentra en desarrollo económico.

## Geografía
Enclavado en la sierra oriental de Áncash, que se extiende de sur a norte entre la Cordillera Blanca y el río Marañón, Huari está ubicado en las estribaciones de los Andes Occidentales. Sus ríos, que son afluentes del Mosna-Puchka, contribuyen al caudal del Marañón, que, a su vez, da nacimiento al río Amazonas. El distrito ocupa un área de 398,91 km² y su población según el censo de 1993 era de 8.915 habitantes.
La actividad económica principal del distrito es la agricultura, en especial el cultivo de papa, trigo, manzana y melocotón. El distrito está conformado por la ciudad de Huari, 15 caseríos y 22 anexos.  

## Centros poblados

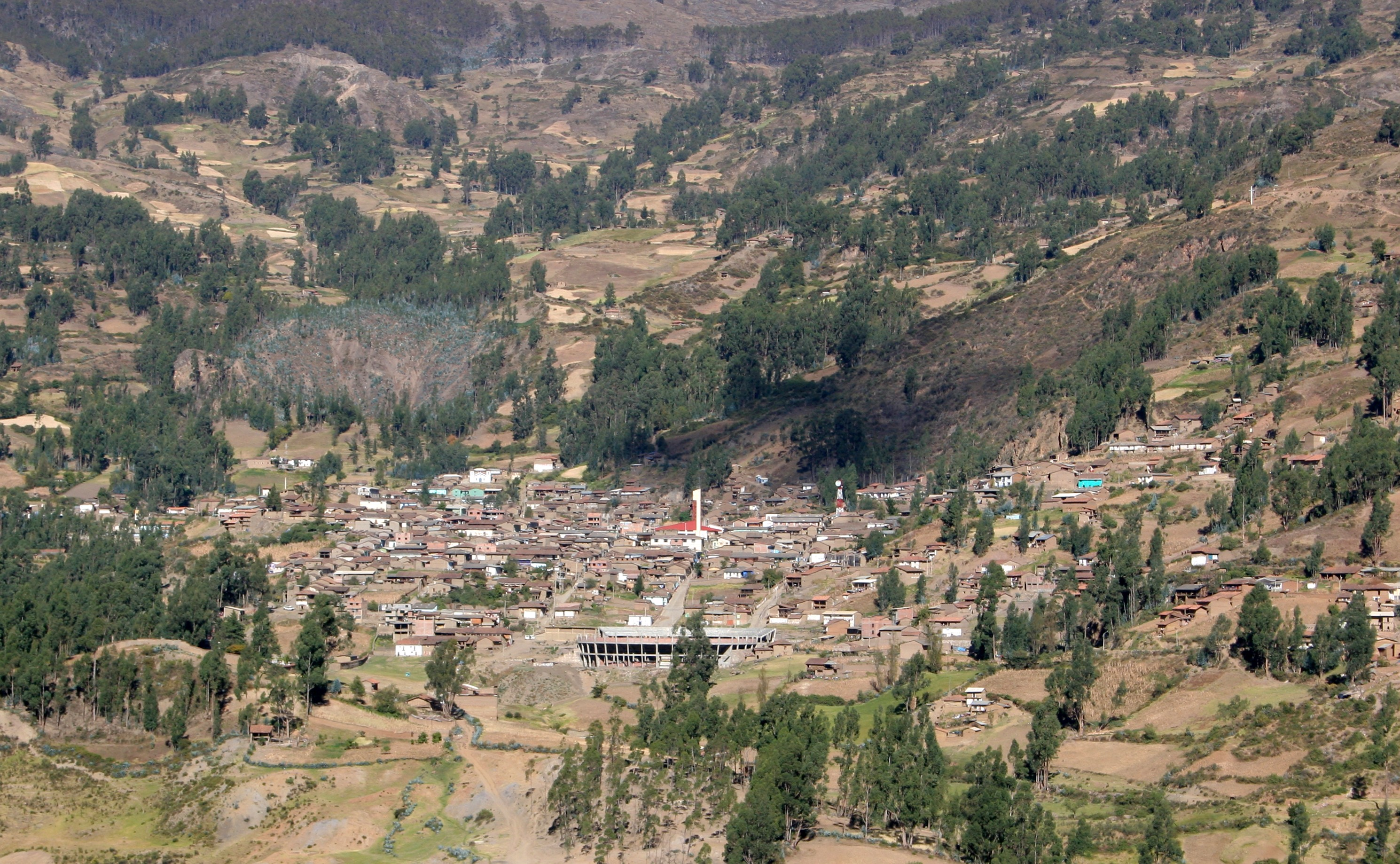
Vista panorámica de Huari, capital del distrito homónimo y de la provincia homónima.

Sus poblaciones principales, además de la capital, son:
- Acopalca
- Colcas
- Huamantanga
- Huamparan
- Yacya
- Mallas
- Ampas
- Buenos Aires
- Santa Rosa de Lucma

## Autoridades

### Municipales
- 2011-2014[2]
  - Alcalde: Teodoro Moisés Acuña Benites, del Partido Alianza para el Progreso (APEP).
  - Regidores: Almiro Pacora Morales (APEP), Mary Giovana Bañez Gonzales (APEP), Carlos Loel Zelaya Sifuentes (APEP), Nancy Trujillo Espinoza (APEP), Juan Roberth Milla Portella (APEP), Cristian Renato Solorzano Mogollón (APEP), Eusebio Arainga Blas (Movimiento Acción Nacionalista Peruano), Luis Smellí Asencios Valencia (Unión por el Perú), Jersson Martín Cisneros Valencia (Partido Democrático Somos Perú)

## Turismo

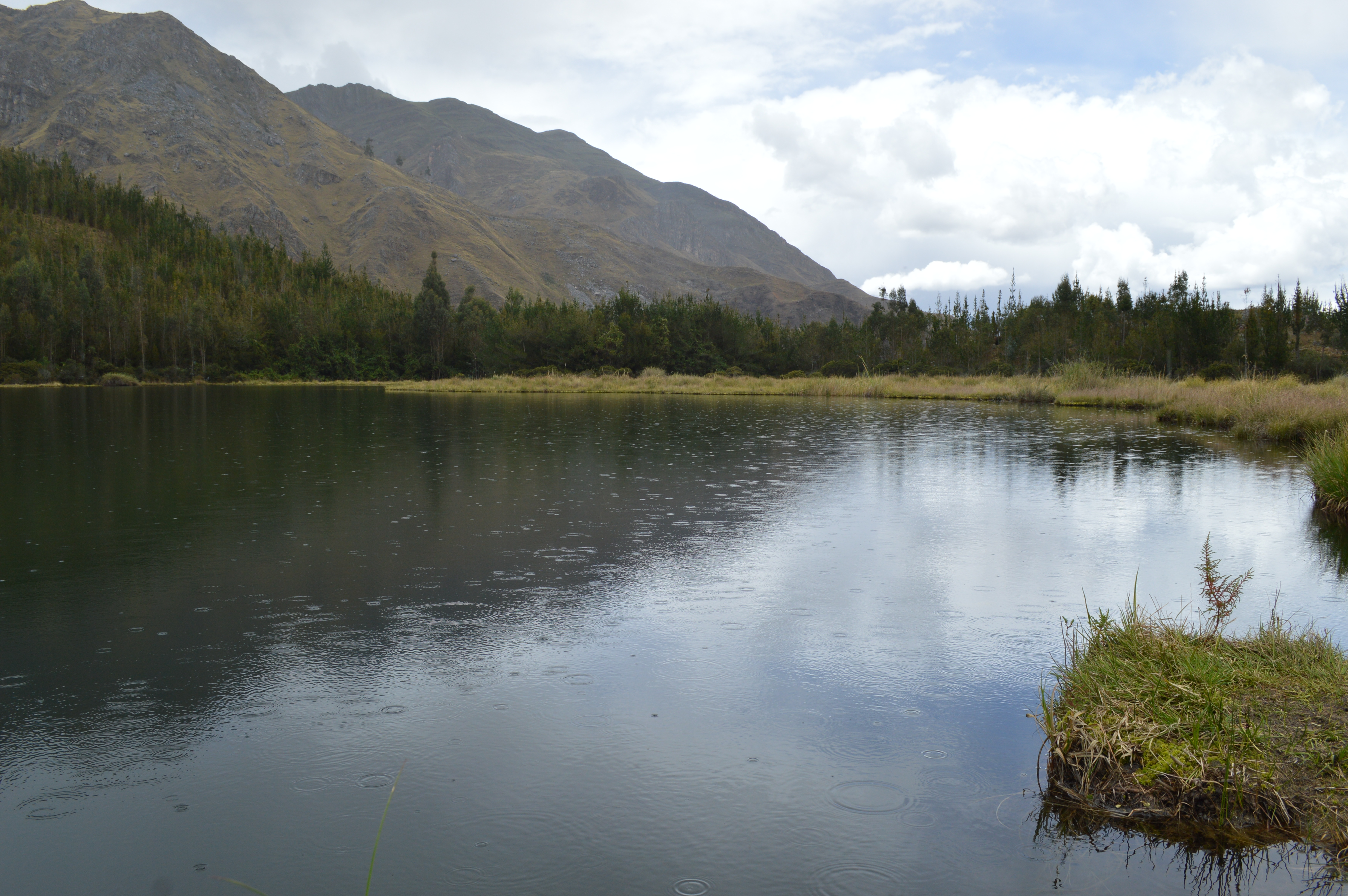
Laguna Reparin, vista desde el oeste.

- Sitios turísticos: Acopalca, caserío de Buenos Aires, Huanchac, centro experimental Colcas.
- A pocos kilómetros de la ciudad se encuentran cuatro lagunas: Purhuay, Yuraccocha, Chonta y Reparin.
- Ciudadela preinca de Marka Jirka y Llamacorral.